# کانکانپه
کانکانپَه (به لاتین: Kankaanpää) یک شهرک در فنلاند است که در ساتاکونتا واقع شده‌است. این شهرک در سال ۲۰۱۷ میلادی ۱۱٬۶۴۰ نفر جمعیت داشته‌است.

## خواهرخوانده
شهر بخش بولناس خواهرخواندهٔ کانکانپه هست.